# أكثم سليمان
أكثم سليمان (1970 -) هو محرر ومذيع سابق في إذاعة صوت ألمانيا، عمل في قناة الجزيرة الفضائية مديرا لمكتبها في برلين ، ثم أعلن استقالته عن القناة في 27 ديسمبر 2012. بسبب ما وصفه بافتقار القناة للمهنية التي كانت عليها قبل أحداث الربيع العربي.

## النشأة والمسيرة
ولد أكثم سليمان في سوريا. وعمل في إذاعة صوت ألمانيا ثم انتقل في 2002 ليعمل في قناة الجزيرة وعُين بمنصب مدير مكتبها في برلين قبل أن يستقيل منها احتجاجا على كيفية تغطية القناة للربيع العربي.

## روابط خارجية
- أكثم سليمان على موقع IMDb (الإنجليزية)